# النعير (كعيدنة)

تعديل مصدري - تعديل

النعير هي إحدى قرى عزلة السكابة والحماريين بمديرية كعيدنة التابعة لمحافظة حجة، بلغ تعداد سكانها 72 نسمة حسب تعداد اليمن لعام 2004.